# 대한민국의 기후 변화
기후변화는 지구의 평균 기온의 변화로 발생하는 기후 현상이다. 이 문서는 한국의 기후변화와 그에 대한 대응을 다룬다.
1960년대부터 1980년대까지 급속한 도시 및 산업 발전 이후 대한민국에서 기후 변화는 가속화되었다. 산업화와 인구증가는 다양한 오염물질과 온실가스를 발생시켰는데, 이는 기후변화의 인공적인 요인이다. 대한민국은 연간 기온, 강수량 등 기후변수의 변화를 겪고 있다. 대한민국이 예측하는 가장 뚜렷한 기후 변화는 사계절 내내 기온 변동 폭이 커지는 것이다. 기록적인 최저기온 일수가 급격히 감소해 여름철 최대 강수량이 증가했다. 계속되는 지구 기후 변화는 지역 기후 변화와 사회, 경제, 산업, 문화, 그리고 많은 다른 분야들에 영향을 미치는 극단적인 날씨를 만들어냈다. 새로운 유형의 강한 기상 피해의 증가 가능성은 기후 변화의 심각성과 시급성을 환기시킨다. 한국 정부는 기후 변화에 신속하게 적응하기 위해 온실 가스 배출량을 줄이기 위한 노력을 시작했고, 저탄소 기반의 사회-경제 국가를 만드는 데 한 걸음 더 가까워졌다.

## 기후 변화

### 강수량증가
한국의 수도인 서울은 228년의 강수 기록을 가지고 있는데, 이것은 세계에서 가장 긴 연속적인 악기 강우량 수집이다. 일일 강수량 기록은 극한 기후 사건의 특이성과 수십 년 동안의 강수 변동성을 감지하기 위한 고해상도 데이터 집합을 제공한다. 측우기는 1778년부터 1907년까지 강수량을 관측하였으며, 근대 관측 장비가 개발되어 1908년부터 사용되고 있다. 처구기 시대와 근대를 비교하면 현대는 평균 강우량 증가율이 상당히 높은 것으로 나타났다. 예를 들어, 처우기 기간의 여름 강수량에 대한 통계 데이터는 861.8 mm인 반면, 현대 평균은 946.5 mm이다.
최근 9년간 집중호우 발생 빈도가 높아지면서 한반도 중부지역보다 남부지역에 집중호우 위험이 크게 높아졌다. 한반도 남부(제주도 남부 해안)로 유입되는 다량의 수증기가 여름철 황해로 유입돼 집중호우 빈도가 높다. 반면 동해안은 집중호우 빈도가 낮은 것으로 나타났다. 1990년 기준으로, 지난 20년 이상 그리고 최근 20년 동안 집중호우 빈도 데이터는 집중호우 주의보가 25% 증가했고 호우경보가 60% 증가했음을 보여준다.

### 강수량 변화
열대우림 '장마전선'은 벵골만과 서북태평양에서 동아시아 몬순의 하위시스템으로 조성된다. '장마전선'의 북진 움직임은 아열대 능선이 발달한 데 영향을 받는다. 이 북쪽으로 이동하는 준정전선은 남한에서 '장마'라고 불리며, 주요 강수 기간을 나타낸다.  '장마전선'은 한반도를 통과하는 데 약 4~5주가 걸린다. 이러한 느린 움직임은 매년 6월말과 7월에 한반도 전체에 많은 양의 여름 강우량을 발생시킨다. 최근 들어 '장마전선'은 7월 말부터 8월 초까지 다양한 규모의 폭풍우와 함께 폭우가 쏟아지면서 한반도를 통과하는 데 3주도 채 걸리지 않는 등 빠르게 움직이는 경향을 보였다. '장마' 이후 더 극한의 날씨와 국지적인 폭우가 발생하고 있다는 뜻이다. 잠열 방출에 의해 강하게 변형된 바로크린 교란에서 비롯된 초여름의 '장마' 비의 역학관계는 여전히 제대로 파악되지 않고 있다. 가을 장마로 부를 수 있는 또 다른 '장마' 유형도 있다. 이는 물론 기상청의 공식 용어는 아니다. 그러나 최근의 기후 변화로 인해 '가을 장마'라는 용어가 생겨났다. '가을 장마'는 보통 8월 말에서 9월 초에 시작한다. 한반도에서 북태평양고기압이 완전히 세력을 잃으면 '가을 장마'도 끝났다. 최근의 이 '가을 장마'는 보통의 '장마'보다 훨씬 더 큰 피해를 가져오는데, 왜냐하면 '가을 장마'는 단기간에 극도의 폭우가 집중적으로 쏟아지기 때문이다. 장마 순환 변화가 없을 경우 강수량이 증가할 것으로 예상되지만 비교적 완만한 이동이나 시기 변화는 중국 동부, 한국, 일본 기후에 큰 영향을 미칠 수 있다.

### 온도 상승
안면도에 위치한 한국지구대기감시센터는 1999년부터 이산화탄소(CO2), 메탄(CH4), 아산화질소(N2O), 클로로플루오로카본스(CFC-11, CFC-12) 등 주요 온실가스(GHG)를 감시하고 있다. 안면도역은 비교적 오염이 없는 환경에 위치해 한반도를 비롯한 동북아시아의 배경 분위기를 관찰하기에 이상적인 곳이다. 이러한 GHG 중에서 CO2는 기후 요인의 많은 측면을 변화시키기 위해 가장 많이 작용한다. 안면도의 CO2 농도는 세계 평균보다 상당히 높은데, 2011년 평균 CO2 농도는 395.7ppm으로 1999년 연평균 370.7ppm에 비해 25.0ppm(6.7%) 증가했으며, NOAA/GMD가 문서화한 같은 해 세계 평균 390.5ppm보다 5.2ppm 높았다. 1999~2011년 13년간 연평균 CO2 증가율은 2.16ppm/년으로 세계 평균인 1.9ppm/년보다 높았지만 최근 들어 둔화됐다.
지난 수십 년간 산업화 시대(2차 산업혁명) 동안 사람들은 화석연료(석탄, 석유, 가솔린, 천연가스)를 태워서 이산화탄소를 대기 중으로 배출시켜 온실효과를 초래하고 있다. 이러한 산업화로 인해 도시와 농촌은 급격한 기온 대조를 보인다. 한국의 10개 기상 관측소에서 관측된 평균 온도 데이터 변동은 10년 당 0.52 °C의 연평균 기온 상승을 보여준다. 최근 29년간 연평균 기온 상승은 서울역(도시권) 1.5°C, 농어촌역 및 해안역(0.6°C)이었다. 이러한 요금 차이는 도시화된 지역에 비해 현저하게 크다.
한국은 급격한 기온 상승과 함께 동아시아에서 일일 최대와 최저 기온이 상승할 가능성이 매우 높아져, 더 심한 온난한 극한은 더 심하지만 덜 심각한 한랭 극한은 덜 심하다. 이러한 평균 기온 상승은 특히 1950년대 이후의 기온 상승률은 1950년대 이전보다 1.5배 높다. 겨울의 지속 기간도 이전보다 1개월 정도 짧아질 것으로 예상돼 1990년대에는 1920년대 계절분포 때와 비교해 봄과 여름이 20일 더 길어질 것으로 보인다. 20세기 평균과 21세기 평균을 비교했을 때 4°C의 상승이 있는 것으로 나타났다. 한국의 연평균 기온은 10~15°C이다. 한반도는 곧 평균 기온이 27°C를 넘는 아열대 지역이 될 것이다. 최근 아열대 지대는 한반도 아래쪽 해안에 위치하지만 가속도가 붙으면서 아열대 지대가 북상하는 결과를 초래할 것으로 보인다. 따라서 2100년까지 아열대 지대는 태백산맥의 북쪽 끝으로 지역을 확대할 것으로 예상된다.

## 한국의 기후변화와 정의
다른 나라와 마찬가지로 한국도 기후변화 영향에서 벗어날 수 없다. 홍수와 태풍의 증가와 이로 인한 피해는 최근 몇 십 년 동안 심각하다. 우리는 기후 변화의 원인 중 하나로 탄소 배출을 지적할 수 있다. 그러나 문제는 기후변화에 따른 부담분포(예: 피해)가 균등하다는 점이다.

### 자연재해: 홍수 및 태풍
자연재해로 인한 재산피해와 인명피해는 기후변화의 대표적인 영향이다. 이 시점 때문에, 자연 재해의 감소는 기후 변화에 적응하는 국가들의 목표 중 하나이다. 홍수, 태풍, 허리케인 강도의 감소는 대규모 자연재해의 수를 꾸준히 증가시킨다. 한국도 예외가 아니다. 특히 홍수와 태풍 피해가 크다. 위협이 증가하고 있음에도 불구하고, 자연 재해, 특히 태풍의 취약성은 재해 예방의 개선, 변경된 건축 법규, 산업 구조, 토지 이용과 같은 여러 가지 요인들로 인해 감소되었을 가능성이 있다.

### 한국산업분배와 자연재해 피해밀도
우리나라 산업유통지도에 따르면 우리나라 동북부 지역은 산업성이 크지 않다는 점이 눈에 띈다. 첨단기술, 중공업, IT산업이 수도 근처에 위치하거나, 한국의 남쪽 바다에 더 가깝다. 산업분배밀도와 달리 자연재해 피해지도를 보면 우리나라 동북부 지역에서 피해가 가장 밀집돼 있다.

## 기후변화에 대한 대응

### 정부의 대응: 탄소세
한국은 탄소세 정책을 의무적으로 시행하는 국가는 아니지만 정부는 탄소세 정책을 통해 향후 탄소시장의 흐름에 대비할 수 있을 것으로 기대하고 있다. 그들은 2020년까지 사업용(BAU) 탄소 생산의 30%를 줄이는 탄소 감축 정책을 발표했다. 탄소세를 부과하면 이산화탄소를 많이 배출하는 제조업 의존도가 높은 한국 기업의 부담이 커진다. 또한, 그것은 결국 생산비를 증가시킬 것이고, 그로 인해 한국 기업들은 다른 글로벌 기업들에 비해 경쟁력이 떨어지게 될 것이다. 따라서, 한국 기업들은 CO_2를 효과적으로 줄일 수 있는 신기술 개발에 투자하는 한편, 새로운 기술을 공유하고 친환경 캠페인을 강화하기 위한 협력 계약도 구축하고 있다. 그린IT는 기후변화와 에너지절약에 대한 대응으로 캠페인에 참여한 다른 나라들 간의 현안을 해결할 수 있다. 따라서 국가 전체적으로 종합적이고 체계적인 정책 수립과 사업 추진이 필요하다. 한국 정부는 그린IT 산업에 기여할 보다 실질적인 종합 대책을 요구할 것이다.

### 회사 응답: 그린 IT 산업
한국 정부의 새로운 IT 전략 프로젝트는 2012년까지 녹색 IT와 IT 제품이 20% 증가할 것으로 예상된다. 지식경제부에 의해 한편 행정안전부는 이미 그린에너지절약 전산센터를 가동하고 '에너지절약' 추진 종합계획을 수립했다. 전문기관을 통해 에너지 진단 목적의 종합적인 에너지절약, 환경보호, 예산절감 절차가 진행되고 있다. '환경개선계획 그린기반 전산센터'로 이미 논의된 유휴차단 계획과 철거장비, 주요내용 등도 예정대로 추진된다.

## 같이 보기
- 동아시아기후파트너십
- 대한민국의 에너지
- 조선민주주의인민공화국의 기후 변화

## 추가 자료
- Agriculture Sciences Seoul National University ., 2010: Korea Forestry and Fisheries Industry and technology R&D trend analyze the survey. IPET Publishing, 47pp.
- Jiang, D.B., H.J. Wang., and X.M. Lang., 2004: East Asian Climate Change Trend under Global Warming Background. Chinese Journal of Geophysics., 47, 675–681.
- Kwon, W.-T., 2011: Climate Change Scenario Report 2011 for the corresponding IPCC fifth Assessment Report. NIMR,  117pp.
- Lee, S.H., 2010: Projection of Climate Change Effects on the Potential Distribution of Endemic Genera in Korea. Chungnam National University Graduate School, 99pp.
- OECD., 2012: OECD Environmental Outlook to 2050: The Consequences of Inaction. OECD Publishing, 89pp.
- Richard, S.J., 2002: Estimates of the Damage Cost of Climate Change. Environmental and Resource Economics., 21, 47-73
- Lee, H.K., 2009: Internal and External Green IT Marketplace Trend & Prospect. The Federation of Korea Information Industries.,251, 30-33
- 김정은, 윤원태, 조경숙, 문자연, 2007: 한반도기후변화특성, 한국기상학회., 10, 472-473
- 김기종, 2008: 친환경그린IT 현황및시사점: IT 서비스업을중심으로. 산업은행경제연구소, 29p.
- KT경제경영연구소, 2009: 저탄소녹색성장을위한그린IT의비전과전략. KT 경제경영연구소. 59p.
- 기획재정부, 2009: 신성장동력비전및발전전략. 기획재정부리포트., 73p.
- 서경환, 손준혁, 이준이, 2011: 장마의 재조명, 한국기상학회지. https://web.archive.org/web/20160303232110/http://climate.atmos.pusan.ac.kr/publications/paper/005_DJ_A_New_Look_at_Changma.pdf
- 서경환, 이준이, 2011: 장마백서. 한국기상청.,268p
- SK텔레콤, 2012: SK텔레콤의 2011 지속가능성보고서. SK텔레콤., 60p.
- 양용석, 2010: 기후변화와정보통신산업의상관관계: 그린 IT를주임으로. 기상기술정책., 3, 85-99
- 국토환경정보센터,국토환경지식정보